# Mários Tzavídas
Mários Tzavídas (en grec moderne : Μάριος Τζαβίδας), né le 8 octobre 2003 à Athènes en Grèce, est un footballeur grec qui joue au poste d'avant-centre à l'Atromitos FC.

## Biographie

### En club
Né à Athènes, en Grèce, Mários Tzavídas est formé par le Panathinaïkós mais il ne joue aucun match avec l'équipe première et le 5 juillet 2021 il quitte le club afin de s'engager en faveur de l'Atromitos FC. Il signe un contrat de trois ans, soit jusqu'en juin 2024. 
Il joue son premier match en professionnel avec l'Atromitos, le 23 septembre 2021, lors d'une rencontre de championnat de première division de Grèce face au Volos FC. Il entre en jeu à la place de Srđan Spiridonović (en) et son équipe s'incline (3-0 score final).
Tzavídas inscrit son premier but en professionnel le 20 août 2022, lors de la première journée de la saison 2022-2023, contre l'OFI Crète. Titularisé, il inscrit le but égalisateur de la tête, sur un service de Viktor Klonaridis et son équipe l'emporte par trois buts à un,. 

### En sélection
Mários Tzavídas joue deux matchs avec l'équipe de Grèce des moins de 17 ans, entre 2019 et 2020.
Mários Tzavídas joue son premier match avec l'équipe de Grèce espoirs, face à la Pologne, le 23 septembre 2022. Il est titularisé et son équipe remporte la rencontre (0-1 score final).